# Michaela Dorfmeister
Michaela Dorfmeister (n. 25 martie 1973, Viena, Austria) este o schioară alpină austriacă, medaliată olimpică. A participat la 3 ediții ale Jocurilor Olimpice (1998, 2002, 2006) în care a câștigat două medalii de aur și o medalie de argint.